# عبدالحسین شریفیان
عبدالحسین شریفیان (زادهٔ ۱۳۰۵ در بوشهر، کوی ظلم‌آباد (صلح‌آباد) – درگذشتهٔ مرداد ۱۳۸۸ در تهران) نویسنده و مترجم اهل ایران بود.

## زندگی
عبدالحسین شریفیان در سال ۱۳۰۵ در بندر بوشهر متولد شد. پدر و پدربزرگ او ناخدا بودند. او دوران ابتدایی و دوران متوسطه را در دبیرستان سعادت بوشهر سپری کرد و دیپلم رشته ادبی را از این دبیرستان اخذ نمود. او برای ادامه تحصیل به شیراز رفت. وی در هنگام تحصیل شاگرد شاعر مشهور سید محمدطاهر دشتی ملقب به شفیق شهریاری بود.
نوجوانی :
دوران نوجوانی و جوانی وی مصادف بود با شهریور ۱۳۲۰ و سقوط رضاشاه و اشغال بندر بوشهر توسط متفقین. عبدالحسین شریفیان در همین زمان، زبان انگلیسی را نزد برخی افسران انگلیسی مقیم بوشهر به‌خوبی آموخت. در سال ۱۳۲۹ به خدمت سربازی رفت و دوران نظام را در دانشکده افسری سپری کرد. در سال ۱۳۳۱ وارد دانشگاه تهران شد و در رشته زبان و ادبیات انگلیسی تحصیل کرد. از استادان برجسته استاد شریفیان در هنگام تحصیل در دانشگاه تهران، لطفعلی صورتگر، علاءالدین پاسارگاد و پرویز ناتل خانلری بودند.
جوانی : او در جوانی در یک شرکت ژاپنی استخدام شد. او مترجم این شرکت بود. او در ایندوران به ترجمه رمان ها هم مشغول بود.  
فعالیت ادبی :
عبدالحسین شریفیان یکی از پرکارترین مترجم‌های ایران بوده و در طول شصت سال فعالیت ادبی، بیش از ۵۰ کتاب از آثار معروف جهان را به فارسی برگردانده است. وی از آثار نویسندگان بزرگی چون هرمان هسه، آندره ژید، سامرست موآم و ویلیام فاکنر کتاب‌های متعددی را به فارسی برگردانده است.
عبدالحسین شریفیان در بیست سال گذشته آثار متعددی از هرمان هسه نویسنده آلمانی ترجمه کرده‌است.

## آثار
- سقوط جمهوری سوم، ویلیام شایرر، انتشارات سهند، چاپ اول ۱۳۵۲، چاپ دوم ۱۳۶۸
- تاریخ تمدن، عصر لویی چهاردهم، ویل دورانت، انتشارات اقبال، چاپ اول ۱۳۵۲، چاپ دوم ۱۳۶۸
- خاورمیانه، نفت و قدرت‌های بزرگ، آن شریدان، تهران ۱۳۵۲
- دائرةالمعارف آکسفورد، رویدادها و شخصیت‌های تاریخی _ پیش از تاریخ تا اواسط قرن بیستم_ دوجلد (در دست چاپ)
- سیری در اساطیر یونان و روم، ادیت همیلتون، انتشارات اساطیر، چاپ اول ۱۳۷۶، چاپ دوم ۱۳۸۳
- اساطیر جهان، دونا روزنبرگ، دوجلد، انتشارات اساطیر ۱۳۷۹
- پایبندی‌های انسانی، سامراست موآم، دو جلد، انتشارات چشمه ۱۳۶۴
- دیروز و امروز، سامراست موآم، انتشارات چشمه چاپ اول ۱۳۸۲، چاپ دوم ۱۳۸۶
- روشنایی ماه اوت، ویلیام فاکنر، انتشارات؟
- اسب قربانی، ویلیام فاکنر، (در دست چاپ)
- دره ماه، جک لندن، انتشارات آگاه
- دوست مشترک ما، چارلز دیکنز، دوجلد، انتشارات نگاه ۱۳۶۹
- تعطیلات وحشت زا، ریچارد رایت، انتشارات فرانکلین ۱۳۴۸
- مادام آرنو، گوستاو فلوبر، انتشارات نگاه ۱۳۷۰
- جوان خام، داستایوسکی، دو جلد، انتشارات نگاه ۱۳۶۸
- میراث شوم، سالتیکوف شچدرین، انتشارات آگاه ۱۳۴۶
- آدولف هیتلر، جان تولند، انتشارت اساطیر ۱۳۷۳
- بازی مهرهٔ شیشه‌ای، هرمان هسه، انتشارات اساطیر۱۳۸۰
- پیتر کامنتسیند، هرمان هسه، انتشارات اساطیر ۱۳۷۴
- دمیان، هرمان هسه، انتشارات اساطیر ۱۳۷۴
- سفرهای رؤیایی، هرمان هسه، انتشارات اساطیر ۱۳۷۷
- کنولپ، سه خاطره، هرمان هسه، انتشارات اساطیر ۱۳۷۸
- نارسیس و گولد موند (نرگس و زرین دهان)، هرمان هسه، (در دست چاپ)
- سفری به سوی شرق، هرمان هسه، انتشارات اساطیر ۱۳۷۸
- بازگشت زرتشت و اگر جنگ ادامه یابد، هرمان هسه، انتشارات اساطیر ۱۳۷۹
- آخرین تابستان کلینگزور، هرمان هسه، انتشارات اساطیر ۱۳۷۸
- اعجوبه، هرمان هسه، انتشارات اساطیر ۱۳۷۷
- خاطرات زندگی، هرمان هسه، انتشارات اساطیر ۱۳۷۹
- گرترود، هرمان هسه، انتشارات اساطیر ۱۳۷۸
- سرداب‌های واتیکان، آندره ژید، انتشارات اساطیر ۱۳۸۶
- گردباد، میگل آنخل آستوریاس، انتشارات به نگار ۱۳۶۹
- خوشه‌های خشم، جان اشتاین بک، انتشارات نگاه ۱۳۷۸
- جنایت خفته، آگاتا کریستی، انتشارات ارغوان ۱۳۷۲
- چهار قدرت بزرگ، آگاتا کریستی، انتشارات ارغوان ۱۳۷۲
- سرزمین نابینایان، اچ.جی. ولز، انتشارات چشمه ۱۳۷۸
- ماشین زمان، اچ.جی. ولز، انتشارات چشمه ۱۳۷۸
- خوشه‌های خشم، جان اشتاین بک، انتشارات بزرگمهر ۱۳۶۸
- ماجرای لولاگرگ، هوارد فاست، انتشارات اساطیر ۱۳۷۱
- سمفونی کلیسایی، آندره ژید، انتشارات اساطیر ۱۳۸۱
- در تنگ، آندره ژید، انتشارات اساطیر ۱۳۸۲
- ایزابل، آندره ژید، انتشارات اساطیر ۱۳۸۱
- واتیکان و اروپای عصر جاهلیت، ویلیام منچستر، انتشارات فرزان روز ۱۳۸۲
- الاغ طلایی، آپولیس، ۱۳۷۹
- برهنه میان گرگ‌ها، برونو آپتز، ۱۳۶۹
- سرزمین مردم پاکستان، هربرت فلدمن، بنگاه ترجمه و نشر کتاب ۱۳۴۹
- سرزمین مردم ایسلند؟
- همشهری تام پین، همونداینس؟
- زیردریایی در قطب، همونداینس؟
- سرفراز و آزاد، همونداینس؟
- سرزمینی که خداوند به قابیل داد، همونداینس؟
- مسخ، اووید؟
- اسطوره یونان، رابرت گریوز، دوجلد؟
- اسطوره بین‌النهرین، رابرت گریوز؟
- خورشید تابان، جک لندن؟
- سلطان انگشتری، تول کین؟
- مجموعه داستانهای کوتاه، سامراست موآم، چهار جلد، نشر اساطیر